# 卡雷魯達瓦爾澤阿

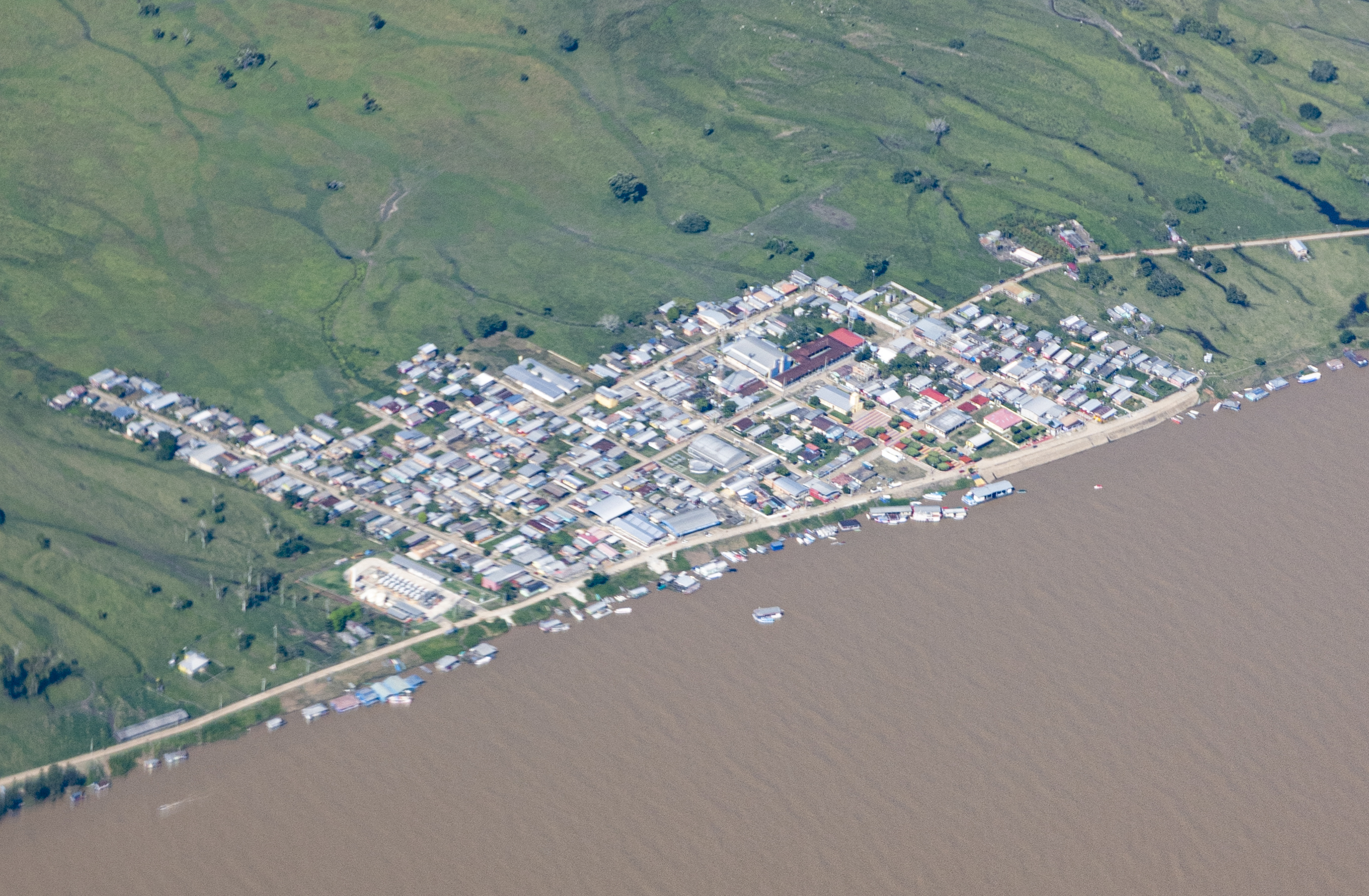
卡雷魯達瓦爾澤阿

03°13′15″S 59°49′33″W / 3.22083°S 59.82583°W
卡雷魯達瓦爾澤阿（葡萄牙語：Careiro da Várzea）是巴西的城鎮，位於該國北部，由亞馬遜州負責管轄，始建於1987年12月30日，面積2,631平方公里，海拔高度41米，2014年人口27,357，人口密度每平方公里10.4人。